# Farmacia a Vicebsk
Farmacia a Vicebsk è un dipinto a guazzo, olio, tempera ed acquarello su carta incollata su cartone (40x52,4 cm) realizzato nel 1914 dal pittore Marc Chagall.
Fa parte di una collezione privata.